# Intohimo
Intohimo er et svensk band, der har udgivet albummet Failures, Failures, Failures & Hope. Genren er screamo/emo/alternative. Den 15. september 2007 holdt de koncert i Bygningen, Vejle, Danmark.
| Musikgruppe | Spire Denne artikel om en svenske musikgruppe er en spire som bør udbygges. Du er velkommen til at hjælpe Wikipedia ved at udvide den. |